# 18e brigade d'infanterie (Roumanie)
Pour les articles homonymes, voir 18e brigade et 18e division.
La 18e brigade de reconnaissance et de surveillance Decebal est une unité militaire des forces terrestres roumaines. Elle est créée en 1916 sous le nom de 18e division d'infanterie.

## Historique

### Première Guerre mondiale
La 18e division d'infanterie est créée en août 1916 lors de la Première Guerre mondiale,.

### Entre-deux-guerres
Elle est recréée début 1919 à partir de soldats roumains vétérans de l'armée austro-hongroise[réf. souhaitée].

### Seconde Guerre mondiale
La division compte pendant la Seconde Guerre mondiale trois régiments d'infanterie (18e, 90e et 92e) et deux régiments d'artillerie de campagne (35e et 36e),,. Elle participe à l'opération Barbarossa contre l'Union soviétique. En juin 1941, la 18e division d'infanterie reste en réserve en Roumanie avec le 7e corps d'armée. En octobre 1941, elle est engagée dans le siège d'Odessa mais joue un rôle défensif,. La division est envoyée en renfort en janvier 1942 pour soutenir les forces roumaines en difficulté en Crimée et déployée au nord de Parpatch (ru) dès la fin du mois. Inexpérimentée, la division se distingue négativement lorsqu'elle rompt sous un bombardement soviétique le 27 février bien que les Allemands parviennent à rétablir la défense. Au sein du corps de montagne, la division de défendre le front de l'Axe devant Sébastopol. À partir du 7 juin, le corps reçoit l'ordre de mener des assauts vers Sébastopol. Avec la 4e division de montagne, la 18e division attaque sur les contreforts des monts de Crimée, défendus par la 25e division de fusiliers (ru) et la 79e brigade navale soviétiques. Elle entre dans la ville le 1er juillet.
La division début novembre 1942 le VIe corps roumain déployé au sein de la 4. Panzerarmee au sud de Stalingrad et est mise en déroute en novembre lors de l'opération Uranus. Début 1943, la division est hors d'état de combattre, ayant subi des pertes irrémédiables à la fois en hommes et en équipements.
La division est transformée en 18e division de montagne, opérationnelle en août 1943. La division est affectée en réserve du groupe d'armée Wohler. Du 2 au 4 juin 1944, elle participe à la seconde bataille de Târgu Frumos (en) en soutenant la contre-offensive allemande (dans le cadre de la première offensive de Iași-Chișinău).
En août 1944, elle combat autour de Iași lors de la seconde offensive de Iași-Chișinău, qui cause le changement de camp de la Roumanie. La division, bien que désorganisée, participe dès le 28 août au combat qui voient la retraite des unités allemandes stationnées autour de Ploiești. La division est ensuite retransformée en division d'infanterie. En octobre, elle est engagée au combat au sein des forces soviétiques dans la libération de la Transylvanie du Nord, faisant partie du groupement de la 27e armée soviétique qui libère Cluj le 11 octobre. À partir de janvier 1945, la division combat en Tchécoslovaquie avec le 6e corps de la 4e armée roumaine et termine la guerre à Brno.

### Guerre froide
En juin 1945, la division repart vers la Roumanie et s'installe à Oradea où elle reste en garnison jusqu'en 1949. En 1947, la division est subordonnée à la 3e région militaire (Cluj).
En 1951, la division, en garnison à Timișoara, est renumérotée 35e division d'infanterie. Celle-ci devient en 1961 la 18e division mécanisée, subordonnée à la 3e armée.
Le 23 octobre 1969, la 18e division mécanisée est renommée 18e division mécanisée Decebal. Dans les années 1980, son ordre de bataille est le suivant, :
- État-major à Timișoara
- 18e régiment mécanisé à Caransebeș
- 32e régiment mécanisé à Timișoara
- 90e régiment mécanisé à Lugoj
- 44e régiment de chars à Timișoara
- 39e régiment d'artillerie à Timișoara

En décembre 1985, la division compte 8 950 hommes, 74 chars T-34/85, 65 chars T-55, 11 blindés BTR-60, 262 blindés TAB-71 (en) et 54 obusiers de 122 mm M-30. En 1989, les T-34/85 des régiments mécanisés ont été remplacés par des chars T-55 ou T-55AM2. D'autres types de véhicules blindés de transport de troupes sont en service, comme des TAB-77 (de) (version roumaine du BTR-70) au 32e régiment mécanisé.

### Depuis 1989
En 1994, la division est transformée et forme l'état-major du 5e corps d'armée (dissous en 2000) et la 18e brigade mécanisée. La 18e brigade mécanisée est dissoute à Timișoara en 2004.
Elle est recréée en 2009 sous le nom de 18e brigade d'infanterie Banat, subordonnée à la 4e division d'infanterie Gemina (en). La brigade est déployée en 2012-2013 lors de la guerre d'Afghanistan.
Le 28 septembre 2016, la brigade passe sous le commandement direct de l'état-major des forces terrestes et est renommée le 31 décembre 18e brigade de reconnaissance et de surveillance Banat. Le 7 septembre 2017, la brigade reprend le nom honorifique Decebal.
En 2023, son ordre de bataille est le suivant :
- État-major à Timișoara[2]
- 26e bataillon de reconnaissance et de surveillance de montagne Avram Iancu, à Brad[27]
- 32e bataillon de reconnaissance et de surveillance Mircea, à Timișoara[28]
- 313e bataillon de reconnaissance Burebista, à Clinceni
- 184e bataillon de détection et de défense antiaérienne Timiș, à Timișoara[29]
- 185e bataillon de soutien logistique Mureș, à Timisoara[30]